# Cour d'appel de Campobasso
La Cour d'appel de Campobasso est une des 26 cours d'appel italiennes, la seule dans la  région du Molise.
Son ressort (distretto) comprend les tribunaux (tribunali ordinari) de Campobasso, Isernia et Larino, ainsi que 5 sièges des juges de paix (Giudici di pace).

## Compétence territoriale
Les ressorts sont mis à jour selon la Loi 27 février 2015 no 11.

## Tribunale di Campobasso

### Giudice di pace di Campobasso
Baranello, Bojano, Busso, Campobasso, Campochiaro, Campodipietra, Campolieto, Casalciprano, Castelbottaccio, Castellino  del  Biferno, Castelmauro, Castropignano, Cercemaggiore, Cercepiccola, Civitacampomarano, Colle d'Anchise, Ferrazzano, Fossalto, Gambatesa, Gildone, Guardiaregia, Jelsi, Limosano, Lucito, Lupara, Matrice, Mirabello Sannitico, Molise, Monacilioni, Montagano, Montefalcone nel Sannio, Montemitro, Oratino, Petrella Tifernina, Pietracupa, Riccia, Ripalimosani, Roccavivara, Salcito, San Biase, San  Felice  del  Molise, San  Giovanni  in Galdo, San  Giuliano  del  Sannio, San  Massimo, San  Polo  Matese, Sant'Angelo Limosano, Sepino, Spinete, Torella  del  Sannio, Toro, Trivento, Tufara, Vinchiaturo

## Tribunale di Isernia

### Giudice di pace di Agnone
Agnone, Belmonte  del  Sannio, Capracotta, Castel  del  Giudice, Castelverrino, Pescopennataro, Pietrabbondante, Poggio   Sannita, Sant'Angelo del Pesco

### Giudice di pace di Castel San Vincenzo
Castel San Vincenzo, Cerro al Volturno, Colli a Volturno, Montenero Val Cocchiara, Pizzone, Rocchetta a Volturno, Scapoli

### Giudice di pace di Isernia
Acquaviva  d'Isernia, Bagnoli del Trigno, Cantalupo nel Sannio, Carovilli, Carpinone, Castelpetroso, Castelpizzuto, Chiauci, Civitanova  del  Sannio, Conca Casale, Duronia, Filignano, Fornelli,  Forlì  del   Sannio, Frosolone, Isernia, Longano, Macchia   d'Isernia, Macchiagodena, Miranda, Montaquila, Monteroduni, Pesche, Pescolanciano, Pettoranello del  Molise, Pozzilli, Rionero   Sannitico, Roccamandolfi, Roccasicura, San Pietro Avellana, Santa  Maria  del  Molise, Sant'Agapito, Sant'Elena Sannita, Sessano del Molise, Sesto Campano,  Vastogirardi, Venafro

## Tribunale di Larino

### Giudice di pace di Larino
Acquaviva    Collecroce, Bonefro, Campomarino, Casacalenda, Colletorto, Guardialfiera, Guglionesi, Larino, Macchia  Valfortore, Mafalda, Montecilfone, Montelongo, Montenero  di  Bisaccia, Montorio   nei Frentani, Morrone  del  Sannio, Palata, Petacciato, Pietracatella, Portocannone, Provvidenti, Ripabottoni, Rotello, San Giacomo degli Schiavoni, San  Giuliano  di  Puglia, San Martino in Pensilis, Santa Croce di Magliano, Sant'Elia  a  Pianisi, Tavenna, Termoli, Ururi

## Autres organes juridictionnels compétents pour le ressort

### Chambres spécialisées
- Corte d'assise (cour d’assises) : Campobasso
- Corte d'assise d’appello (cour d'assises d'appel) :  Campobasso
- Sezione specializzata in materia di impresa (chambre pour les entreprises) auprès du Tribunal et de la Cour d’appel de Campobasso
- Tribunale regionale delle acque pubbliche (eaux publiques) : Naples

### Justice pour les mineurs
- Tribunale per i minorenni (Tribunal pour mineurs): Campobasso
- Cour d’appel de Campobasso, sezione per i minorenni (chambre pour les  mineurs)

### Surveillance
Organes juridictionnels pour l’exécution et le contrôle de la peine 
- Magistrato di sorveglianza :  Campobasso
- Tribunale di sorveglianza : Campobasso

### Justice fiscale
- Commissione tributaria provinciale (CTP): Campobasso ed Isernia
- Commissione tributaria regionale (CTR) du Molise : Campobasso

### Justice militaire
- Tribunale militare : Naples
- Corte d’appello militare :  Rome

### Justice des comptes publics
- Corte dei conti : Sezione giurisdizionale (chambre juridctionnelle) pour la Région du Molise; Sezione di controllo (chambre de contrôle) pour la Région du Molise; Procura regionale (ministère public) auprès de la Chambre juridctionnelle pour la Région du Molise (Campobasso)

### Justice administrative
- Tribunale amministrativo regionale (tribunal administratif régional) pour le Molise (Campobasso)[4]

### Usi civici
Organe statuant sur les propriétés collectives et les droits d’usage
- Commissariato per la liquidazione degli usi civici de la Campanie et le Molise : Naples